# 小行星17951
小行星17951（17951 Fenska）是一颗绕太阳运转的小行星，为主小行星带小行星。该小行星于1999年5月10日发现。

## 轨道参数
小行星17951的轨道半长轴为2.2798747 UA，离心率为0.103。